# Moussa Djalil
Moussa Djalil (prononcé [muˈsɑ ʑæˈlil] ; en cyrillique Муса Җәлил), de son nom complet Moussa Moustafovitch Djalilov), né le 15 février 1906 et mort le 25 août 1944, est un poète soviétique tatar, combattant de la résistance.
Il est le seul poète de l'Union Soviétique à avoir reçu à la fois le titre d'Héros de l'Union Soviétique pour sa résistance au combat, et le Prix Lénine pour les Cahiers de Moabit. L'ouvrage est classé en 2012 dans la liste des 100 livres pour les élèves en fédération de Russie.

## Biographie
Né à Moustafino dans l'oblast d'Orenbourg, Moussa est le sixième enfant de Moustafa et Rakhima Zalilov.
Il écrit son premier poème Bahet à l'âge de 13 ans. En 1919, il rejoint le Komsomol et poursuit ses études à l'Institut tatar d'instruction publique. Il est ancien combattant de la guerre civile russe.
En 1927, il entre au département littéraire de la faculté d'ethnologie de l'Université d'État de Moscou dont il sort diplômé en 1931. Son colocataire de l'époque est Varlam Chalamov. Chalamov le décrit dans son récit L'Etudiant Moussa Zalilov publié en 1972 dans le journal Iounost.
En 1931-1932, il est rédacteur en chef des magazines pour enfants tatars, publiés sous l'égide du Comité central du Komsomol. Dès 1933, il dirige le département de littérature et d'art du journal tatar Kommunist publié à Moscou. Là, il rencontre les poètes soviétiques Alexandre Bezymenski et Mikhaïl Svetlov.
En 1932, il vit et travaille dans la ville de Nadejdinsk. En 1934, deux de ses recueils sont publiés : Les Millions de décorés sur le thème du Komsomol et Poésie et Poèmes. En 1939-1941, il est secrétaire exécutif de l'Union des écrivains de l'République socialiste soviétique autonome tatare et chef de la partie littéraire de l'Opéra Tatar de Kazan qui sera renommé en son nom en 1956.
En 1941, il est enrôlé dans l'Armée rouge. Au rang d'officier politique supérieur, il combat sur le front de Léningrad et le front de Volkhov, et s'illustre comme correspondant du journal Otvaga.
Le 26 juin 1942, lors de la bataille de Liouban, près du village de Miasnoï Bor, Moussa Djalil est grièvement blessé à la poitrine et capturé par l'ennemi. Il est incorporé dans l'Légion d'Idel-Oural de la Wehrmacht. Il rejoint un groupe clandestin formé parmi les légionnaires qui organise des évasions de prisonniers de guerre. Dénoncé en août 1943, il est arrêté et emprisonné dans la prison moabite. Il sera exécuté par guillotine le 25 août 1944 dans la prison de Plötzensee à Berlin. Peu de temps avant son exécution, Moussa Djalil a remis ses poèmes à son compagnon de cellule.
Quelques semaines après la mort de Staline, Constantin Simonov, qui dirige l'hebdomadaire Literatournaïa gazeta, fait traduire les écrits de Moussa Djalil injustement accusé de traîtrise par le pouvoir et les publie avec un avant-propos, ce qui a pour effet de transformer Djalil en héro national.

## Hommages
- (3082) Dzhalil, astéroïde.

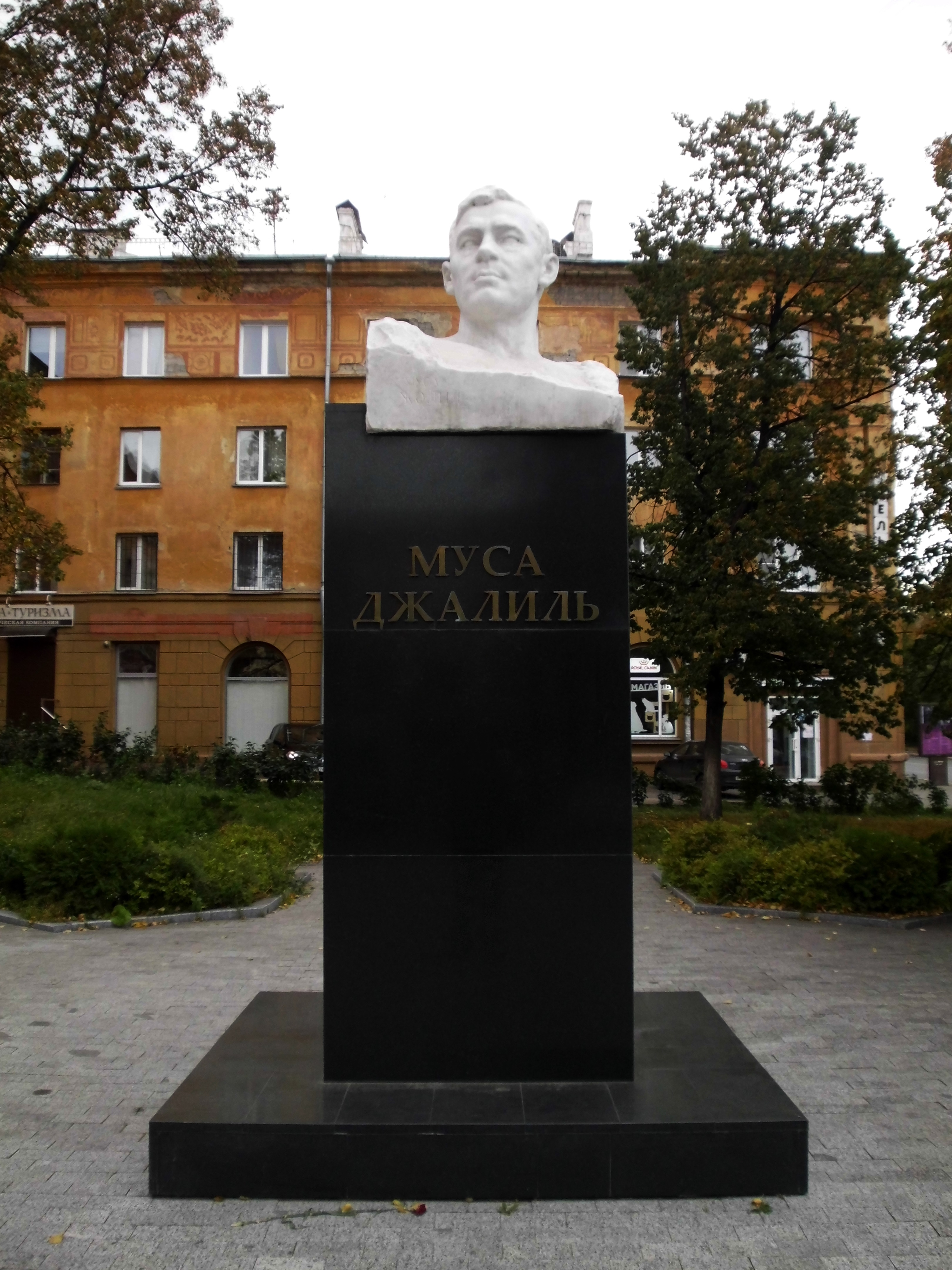
Buste de Moussa Djalil à Tcheliabinsk.

## Dans la culture
- 1968 : Cahiers de Moabit (ru) (Моабитская тетрадь) de Leonid Kvinikhidze avec Piotr Tchernov dans le rôle de Moussa Djalil